# Johann Konrad Ammann
Johann Konrad Ammann (Sciaffusa, 7 febbraio 1669 – Warmond, 1724) è stato un medico svizzero.
Divenne molto celebre per essersi dedicato all'apprendimento dei sordomuti attraverso l'articolazione lessicale.

## Opere
- Surdus loquens (1692)